# Anne Marie Geisler Andersen
Anne Marie Geisler Andersen (født 15. april 1981 i Gilleleje) er en dansk politiker, der pr. 1. januar 2018 er medlem af Esbjerg byråd for Radikale Venstre og medlem af Børne- og Familieudvalget samt Social- og Arbejdsmarkedsudvalget. Anne Marie Geisler Andersen flyttede med sin mand, Morten Føhrby Overgaard, og deres tre små børn til Esbjerg i 2015 pga. Mortens arbejde på Sydvestjysk Sygehus. Dermed måtte Anne Marie Geisler Andersen træde ud af Københavns Borgerrepræsentation, hvor hun fra 1. januar 2014 havde været næstformand i Socialudvalget, og i 2014 desuden havde været medlem af Børne- og Ungdomsudvalget. Hun er tidligere medlem af Folketinget, hvor hun var Radikale Venstres social-, psykiatri- og handicapordfører. Ved valget i 2015 blev hun 1. suppleant i Nordsjællands Storkreds.  

## Biografi
Anne Marie Geisler Andersen blev sproglig student fra Helsinge Gymnasium i 2000 og kandidat i statskundskab fra Københavns Universitet i 2012. Hun var fra 2006 til 2008 studievejleder samme sted og var fra 2008 til 2009 ansat som studentermedhjælper i Dansk Socialrådgiverforening. I 2009 var hun desuden formand for en videnskabsetisk komité under Region Hovedstaden.
Anne Marie Geisler Andersen begyndte sit politiske engagement i 2005, hvor hun blev medlem af Radikal Ungdom. Efter at have været ungdomsorganisationens social- og sundhedspolitiske ordfører fra oktober 2005, blev hun i 2006 medlem af forretningsudvalget. Hun meldte sig ind i Radikale Venstre i 2006, og fra 2008 til 2009var hun formand for partiets social- og sundhedspolitiske udvalg. I december 2007 blev hun opstillet til Folketinget i Ballerupkredsen, hvor hun ved valget i 2007 blev 1. suppleant. Fra 2009 til 2011 blev Anne Marie Geisler Andersen medlem af Folketinget og Radikale Venstres social-, psykiatri- og handicapordfører, da Morten Helveg Petersen valgte at trække sig fra Folketinget. Anne Marie valgte imidlertid ikke at genopstille ved folketingsvalget i 2011, da hun ventede sit første barn.
I 2011 udkom Anne Marie Geisler Andersens bog Frem i lyset, og samme år medvirkende hun i Det Sociale Netværks kampagne Psykisk Sårbar, der havde til formål at skabe åbenhed om psykisk sygdom. Siden da har hun holdt foredrag om psykisk sygdom og mental sundhed, og fra 2010 til 2014 var hun medlem af ADHD-foreningens hovedbestyrelse. I 2013 blev hun ansat som sundhedspolitisk rådgiver i kommunikationsbureauet Effector, hvor hun var ansat frem til 2015, hvor hun og familien flyttede til Esbjerg. Her var hun i hele 2017 ansat i Sikkerhedsstyrelsen i Team Politik og i Ledelsessekretariatet, men valgte at sige op, da hun blev valgt til Esbjerg byråd, for at kunnet hellige sig byrådsarbejdet, familien og sit løb.
I 2010 stillede Anne Marie Geisler Andersen op til sit første 24-timersløb for at støtte Landsforeningen SIND. Til alles overraskelse, inklusiv hendes egen, løb hun 200 km og vandt løbet foran den regerende danmarksmester. Efterfølgende blev hun tilbudt en plads på landsholdet i ultraløb, og i 2012 var hun med landsholdet til VM, hvor hun var med til at sætte ny dansk holdrekord for kvinder. I 2014 satte hun for første gang danmarksrekord ved et løb nær Prag, idet hun løb 219 km på 24 timer. I 2016 satte hun en ny danmarksrekord på 225 km og i 2017 endnu en på 233 km. Anne Marie Geisler Andersen er ikke kun den længstløbende danske kvinde på 24 timer, men også den, der flest gange har løbet over 200 km på 24 timer.
Privat bor Anne Marie Geisler Andersen i Hjerting sammen med sin mand, læge Morten Overgaard, og deres tre børn fra henholdsvis 2011, 2013 og 2015. 
Anne Marie Geisler Andersen er i dag aktiv foredragsholder. Hun er siden 2019 ansat ved University College Syddanmark som underviser i administration, politik & samfund og økonomi.